# Maestro Esteban
Maestro Esteban, llamado también Maestro de las Platerías, fue un escultor y maestro de obras románico, que desarrolló su labor en la península ibérica, a principios del siglo XII.

Consta que en el año 1101 pasó a trabajar en la catedral de Pamplona, Esteban, maestro de la catedral de Santiago, que allí fue colmado de honores e hizo escuela, tan derivada en la escultura de la citada Puerta de Platerías que la identificación entre Esteban, el Maestro de las Platerías y el segundo maestro de San Isidoro parece segura.

En la catedral de Santiago de Compostela entre los primeros nombres de sus maestros figuran, Bernardo el Viejo «admirable maestro»; Esteban supuestamente su hijo y que ya había trabajado en San Isidoro de León y Bernardo el Joven que posiblemente era hijo de Esteban, este último tuvo el cargo de tesorero canciller del rey Alfonso VI. Consta que en el año 1101 pasó a trabajar en la catedral de Pamplona.

## Obra

### San Isidoro de León
Esteban se muestra en San Isidoro de León como discípulo del maestro de Jaca, pero con un estilo bastante independiente. En la decoración de la girola y del crucero de esta iglesia se sabe que participaron dos maestros en estilo jaqués, uno de ellos el maestro Esteban que más tarde trabajó en la catedral de Santiago.

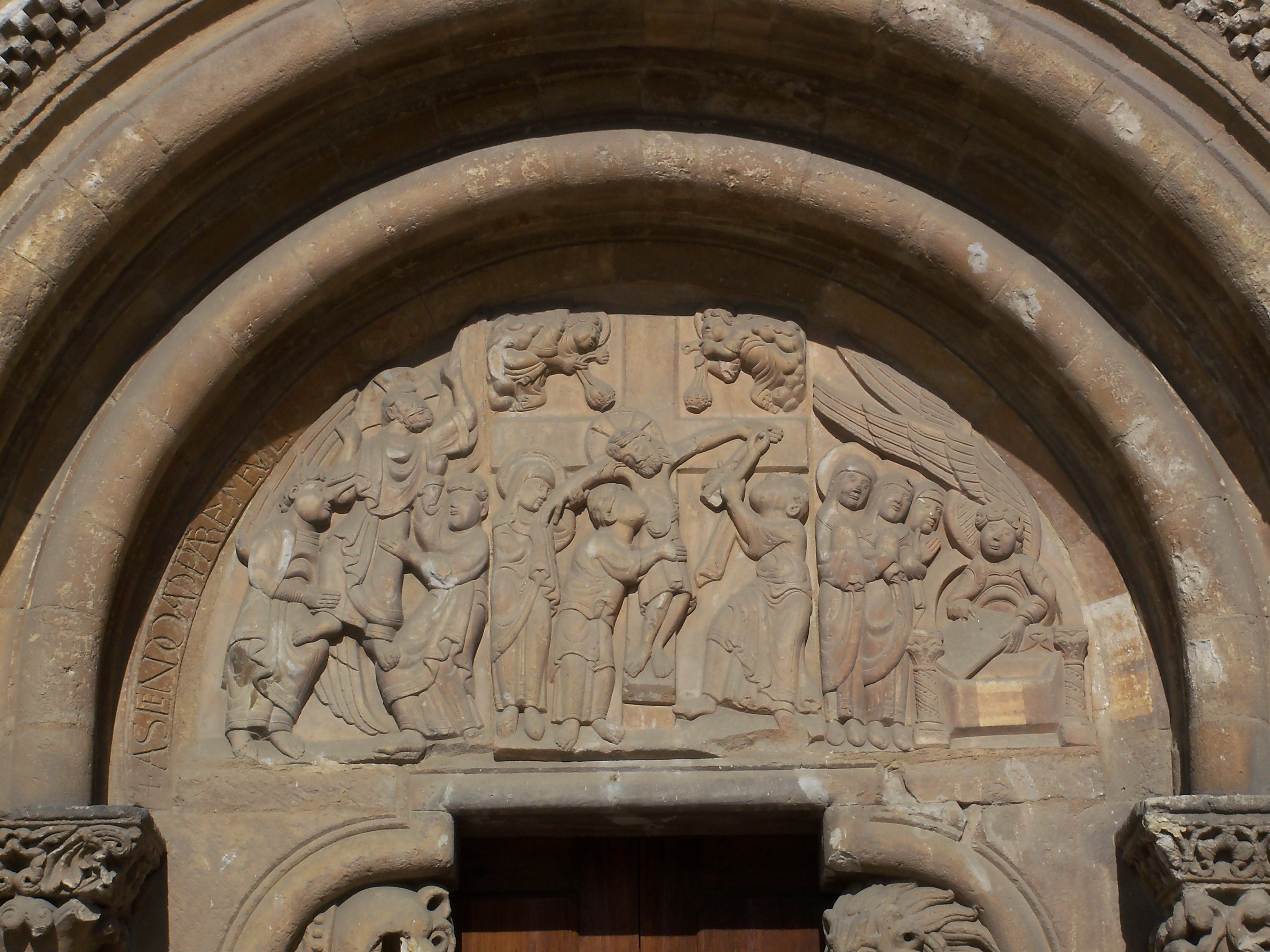
Tímpano de la Puerta del Perdón

La Puerta del Perdón, tiene en el tímpano escenas del Evangelio, que aunque parece una sola escena están labradas en tres piedras distintas. En el centro está representado el Descendimiento con San Juan sosteniendo el cuerpo de Cristo, mientras se ve a María besando la mano de su hijo ya desclavada de la cruz, hay también otro personaje que está arrancando, con unas tenazas, el clavo de la otra mano, en la parte superior de esta escena aparecen dos ángeles con incensarios. La escena de la Resurrección está compuesta por las tres Marías y un ángel que les muestra el sepulcro de Cristo vacío. En la otra escena de la Ascensión se representa a Cristo subiendo a los cielos, entre dos de sus discípulos que tratan de retenerlo. Todas estas escenas están realizadas con cierta ingenuidad muy personal del autor, con los rostros anchos e inexpresivos y los pliegues de la ropa redondeados típicos de todas sus obras.  En los capiteles, los hay de temas con aves entrelazadas con tallos en los que aparecen monstruos y con fondos de hojas de tipo corintio, todos con gran efecto decorativo. Otros  capiteles son historiados y se observan luchas de hombres medio desnudos; esta interpretación es menos clásica que la de su maestro de Jaca, las ropas están tratadas con pliegues suaves así como los rostros también son anchos como los de las escenas del tímpano.

### Catedral de Santiago de Compostela

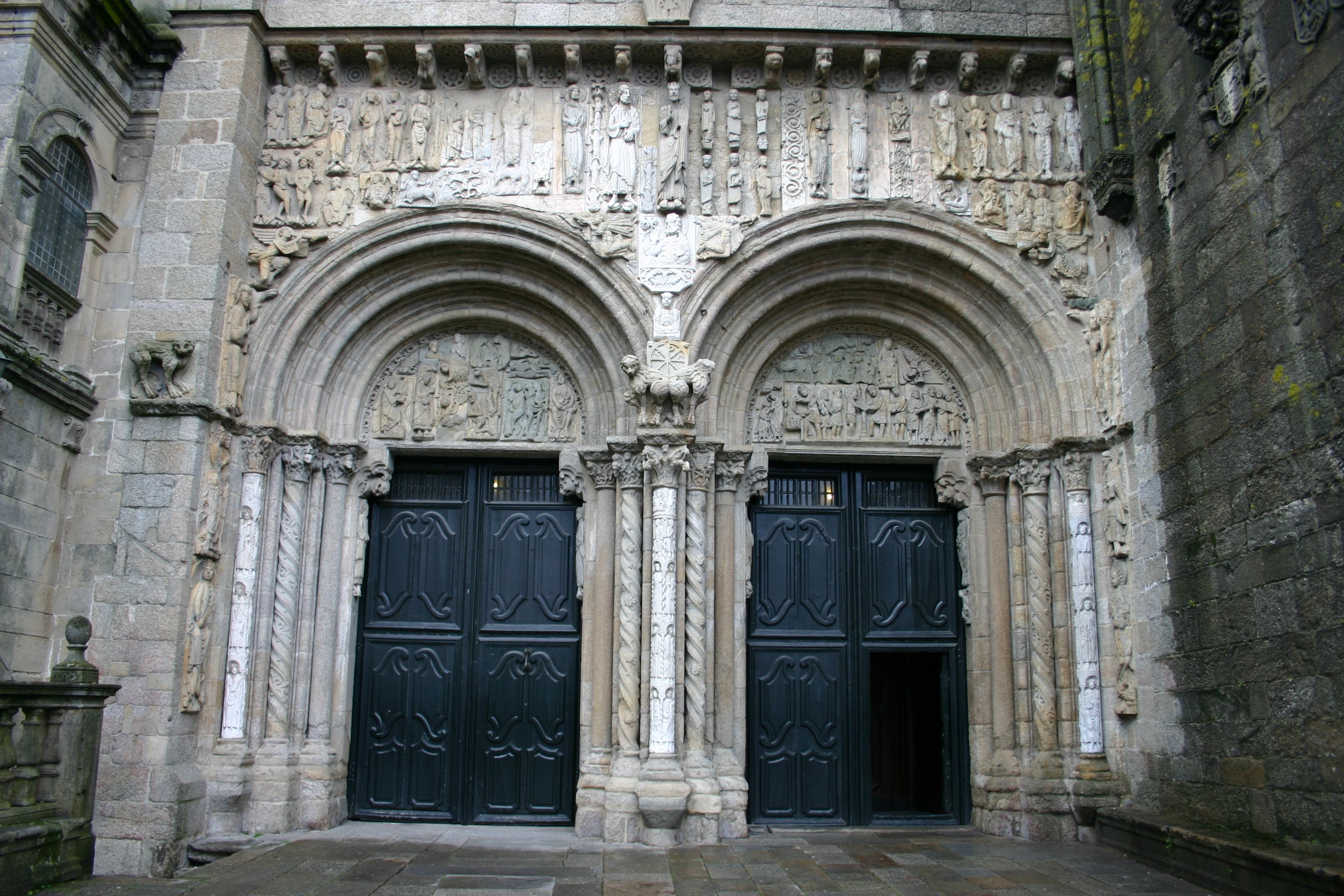
Puerta de las Platerías.

En la catedral de Santiago de Compostela, los capiteles del crucero, son obra del maestro Esteban, se cree que pasó a trabajar a esta catedral después de San Isidoro de León, al morir el que hasta entonces era maestro de obras Bernardo el Viejo (seguramente padre de Esteban), y por orden de Alfonso VI. Los capiteles tallados en duro granito muestran la maestría adquirida en la ornamentación, donde se aprecia la combinación de figuras y cabezas con elementos vegetales, algunos son de estilo orientalista. También en el interior del templo se encuentran una serie de capiteles historiados, entre los que sobresale uno que presenta una escena de tormentos infernales, es el castigo que reciben un avaro con un saco cargado a la espalda seguido por un diablo y un lujurioso con una soga en el cuello está siendo ahorcado por un diablo, mientras las llamas le queman los pies, otro diablo le arrima una serpiente y un tercero le clava una estaca en la cabeza. Su intención es moralizante e instructiva.
Pero la gran obra del maestro Esteban en esta catedral fue la puerta de las Platerías, esta portada consta de dos arcos con triples arquivoltas sobre columnas con capiteles y fustes con decoración escultórica. Los tímpanos corresponden a otro autor anterior y el Cristo bendiciendo que se encuentra  en la parte central de la puerta se atribuye al maestro Mateo autor también de la portada de la Gloria en esta misma catedral. El resto de las esculturas son del maestro Esteban, están realizadas en alto relieve, representando apóstoles, profetas, ángeles y patriarcas, unas en mármol blanco y otras en granito. Las proporciones de las imágenes son más esbeltas que las realizadas anteriormente en San Isidoro, la figura de Santiago al lado del Cristo central, está labrada casi en bulto redondo, su rostro manos y pies es realista y su modelado es suave y blando con los mismos pliegues característicos del maestro.

## Influencias

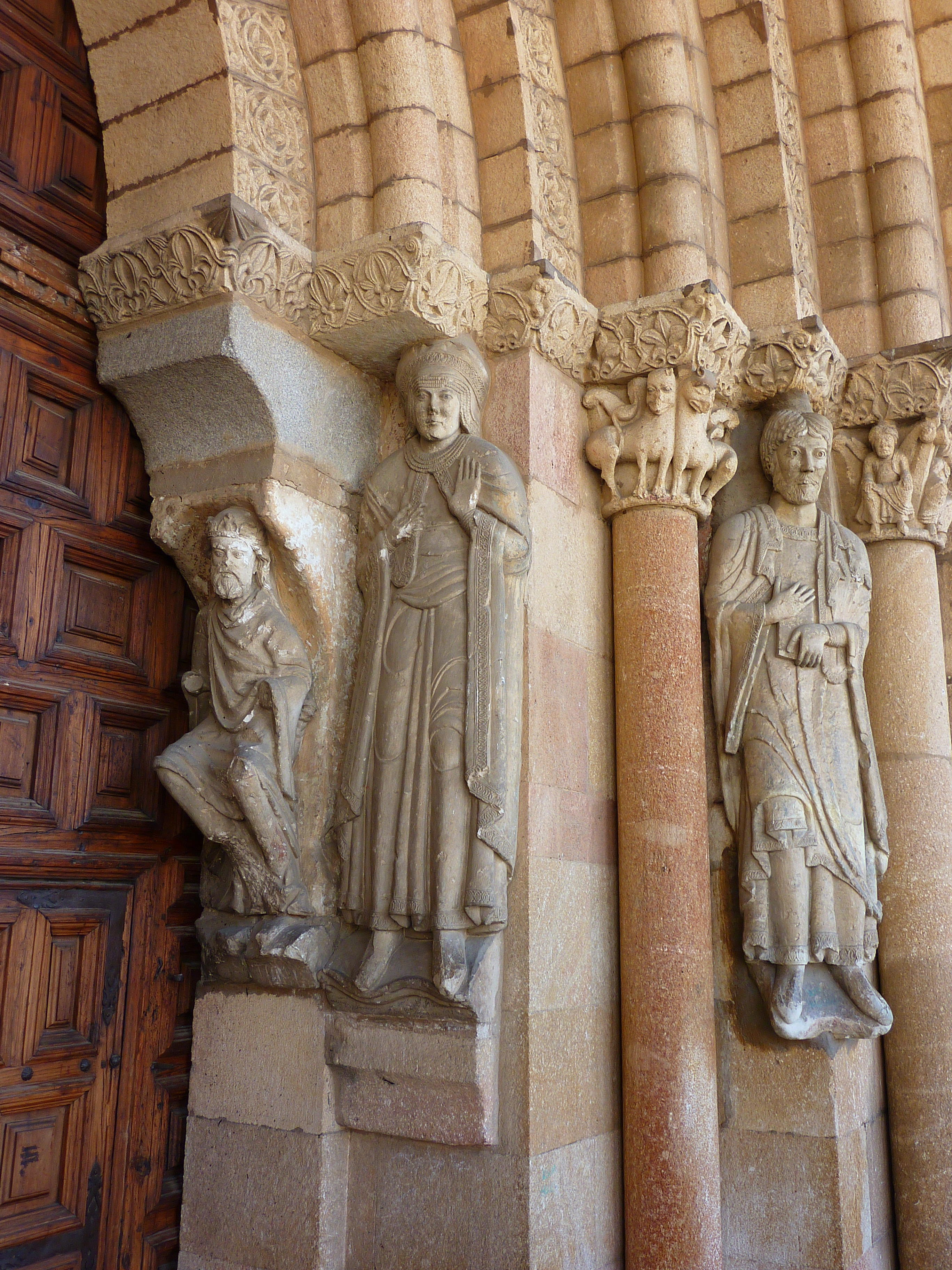
Imagen de Santa Sabina (figura central), en la Basílica de San Vicente de Ávila.

El influjo de esta catedral se dejó sentir a todo lo largo del camino de peregrinos, así se ve en la Basílica de San Sernín de Toulouse, en la que trabajó el maestro Esteban en su conclusión, ya hacia el final de su vida.
En la puerta del crucero en su lado izquierdo, de la Basílica de San Vicente, se conservan dos estatuas de los santos Vicente y Sabina que muestran la caracterización propia del estilo del maestro y están datadas de principios del siglo XII.
La imagen de Nuestra Señora de Sahagún de la primera mitad del siglo XII, procedente de Sahagún y que se conserva en el Museo Arqueológico Nacional de Madrid, es un altorrelieve ejecutado en mármol, que a pesar de seguir en la figuración el tipo bizantino, el modo de plegar los paños de sus vestiduras se relacionan con la tipología del maestro Esteban, a cuya escuela debió de pertenecer su autor.